# Star Wars: Armada
Star Wars: Armada ist ein Tabletop-Spiel entwickelt von James Kniffen und Christian T. Petersen und veröffentlicht von Fantasy Flight Games. Es wurde am 8. August 2014 angekündigt und am 27. März 2015 veröffentlicht. Das Spiel dreht sich um taktische Gefechte zwischen Raumschiff-Flotten im Star-Wars-Universum und ist angelehnt an Seeschlachten.
2015 gewann Star Wars: Armada den UK Games Expo Award für Best Miniatures Game (zu dt.: bestes Miniaturenspiel), den International Gamers Award für General Strategy Games Two Player (zu dt.: Allgemeine Strategiespiele für zwei Spieler) und beim RPC-Award den 1. Platz in der Kategorie Miniaturenspiele.
2016 gewann Star Wars: Armada den Origin Award für Best Miniatures Game (zu dt.: bestes Miniaturenspiel)
Am 16. November 2020 gab Atomic Mass Games, ein weiteres Tochterunternehmen von Asmodee bekannt, dass es die Veröffentlichung von Star Wars: Armada und den Schwesterspielen Star Wars: Legion und Star Wars: X-Wing übernehmen wird.
Am 13. Juni 2024 gab Atomic Mass Games das Ende der Entwicklung des Spiels an. Das Regelwerk und Turnierregeln in englischer Sprache sind auf der Homepage von Atomic Mass Games noch abrufbar.

## Spielablauf
(Quelle: )

### Zusammenstellen der Flotten
Bei Star Wars: Armada muss jeder Spieler vor Beginn seine Flotte zusammenstellen. Dazu kann ein Spieler Schlachtschiffe, Staffeln kleinerer Raumschiffe und Aufwertungen aus seiner Sammlung auswählen. Für alle diese Flottenbestandteile gibt es Karten mit den Attributen und Punktwerten. Die Summe aller Punkte darf die vereinbarte Spielgröße nicht überschreiten. Als Standspielgröße sind im Regelbuch 400 Punkte vorgeschlagen. Zusätzlich zur Punktgröße gibt es weitere Vorgaben zum Zusammenstellen der Flotte. Unter anderem dürfen nur Schlachtschiffe und Staffeln der eigenen Fraktion gewählt werden, jede Flotte muss ein Flaggschiff besitzen und es gibt Einschränkungen für Staffeln und Aufwertungskarten.
Im Grundspiel waren nur die Rebellen-Allianz und das Galaktische Imperium als Fraktionen spielbar. Mit späteren Grundspielen wurden auch die Separatisten-Allianz und die Galaktische Republik spielbare Fraktionen.
Des Weiteren werden Schiffe und Staffeln als Miniaturen auf dem Schlachtfeld dargestellt. Die Miniaturen stehen auf einer Base, auf welcher Feuerwinkel, Waffenstärke und Schildstärke des Raumschiffs angegeben werden. Die Base bestimmt gleichzeitig wie groß ein Schiff ist. Bei Star Wars: Armada gibt es 4 verschiedene Schiffsgrößen und teilweise unterscheiden sich die Spielregeln für unterschiedliche Schiffsgrößen. Wie bei Tabletop-Spielen üblich, können einzelne Schlachtschiffe und Staffeln separat gekauft werden.

### Aufbau des Spielfelds
Vor Spielbeginn wird das Spielfeld aufgebaut. Die Standardspielfeldgröße ist 3 × 6 Fuß bzw. 36 × 72 Zoll. Wie bei Tabletop-Spielen üblich ist das Spielfeld eine Fläche ohne Spielfelder oder ähnlichem. Oft wird eine Spielmatte mit einem Weltraum-Hintergrund als Spielfläche genutzt.
Auf der Spielfläche werden dann vor Spielbeginn das Startgebiet markiert und es wird nach bestimmten Regeln ein Einsatzziel für das Spiel ausgewählt. Diese Einsatzziele können auch Sonderregeln für den Spielfeldaufbau enthalten.
Nachdem das Einsatzziel gewählt wurde, werden verschiedene Hindernisse, z. B. Asteroidenfelder oder Raumstationen, auf dem Spielfeld platziert. Unterschiedliche Hindernis-Typen haben unterschiedliche Spielregeln und müssen im Spiel bei der Bewegung der Miniaturen berücksichtigt werden. Hindernisse werden durch Papp-Marker auf dem Spielfeld dargestellt.
Danach stellen die Spieler abwechselnd die Miniatur eines Raumschiffs oder die Miniaturen 2er Staffeln in den eigenen Aufstellungsbereich bis alle Schiffe und Staffeln aufgestellt sind. Auch hier gibt es weitere Regeln zum Aufstellen der eigenen Flotte.

### Spielrunden
Eine Spielrunde besteht bei Star Wars: Armada aus 4 Phasen.
1. Kommandophase
2. Schiffsphase
3. Staffelphase
4. Statusphase

#### Kommandophase
In der Kommandophase wählen die Spieler Kommandos für jedes ihrer Schiffe und legen sie verdeckt neben die Miniatur. Die Spieler können die folgenden 4 Kommandos für ihre Schiffe wählen.
- Navigieren
- Staffel
- Reparieren
- Feuer konzentrieren

Dabei muss durch die Regeln für größere Schiffe weiter vorausgeplant werden, als für kleinere Schiffe.

#### Schiffsphase
In der Schiffsphase decken die Spieler abwechseln ein Kommando für ein Schiff aus und können das Kommando sofort ausführen oder es sich für später aufsparen. Dabei sind aufgesparte Kommandos schwächer als Kommandos die direkt ausgeführt werden.
Bei der Bewegung ist zu beachten, dass für jedes Schiff der aktuelle Schub auf einem Schubrad angegebene wird. Dieser Schub bestimmt, wie schnell ein Schiff fliegt und kann nicht beliebig geändert werden. Dadurch wird die Trägheit großer Schlachtschiffe simuliert. Mittels eine Manöverhilfe wird zusätzlich bestimmt, wie weit ein Schiff während der Bewegung Schwenken darf. Überlappt die Base eines bewegten Schiffs mit der Base eines anderen Schiffs oder einem Hindernis, so kann es Schaden erhalten.
Nach dem Ausführen bzw. Aufsparen des gewählten Kommandos kann das Schiff noch feuern. Dabei ist sowohl beim Angreifen, als auch beim Verteidigen wichtig, welche Ausrichtung die Schiffe zueinander haben, da jedes Schiffe einen Bug, einen Heck sowie eine linke und eine rechte Hüllensektion. Die Ausrichtung der Schiffe bestimmt dann mit welcher Hüllensektion gefeuert wird und welche Hüllensektion getroffen wird. Zusätzlich ist beim Feuern noch die Sichtlinie und der Abstand der Miniaturen relevant.
Die Schiffe in Star Wars: Armada haben Schild- und Hüllenpunkte. Sind die Schilde in einer Hüllensektion auf 0 reduziert worden, kann das Schiff Hüllenschaden erleiden. Es können auch kritische Treffer verursacht werden, die zusätzlich zum Schaden an der Hüllen weitere negative Effekte auslösen. Hat das Schiff so viele Hüllenpunkte verloren, wie der Attributwert auf seiner Karte angibt, zählt das Schiff als zerstört und die Miniatur des Schiffs wird vom Spielfeld genommen.
Mit dem Staffelbefehl kann ein Schlachtschiff Staffeln in seiner nähe aktivieren. Die Anzahl der Staffeln, die ein Schlachtschiff aktivieren kann, ist auf seiner Karte als Attribut angegeben.
Mit dem Reparieren-Kommando können Schildenergie umgeleitet, Schilde wieder aufgeladen oder Hüllenschaden repariert werden.
Mit dem Kommando Feuer konzentrieren, kann die Waffenstärke beim Feuern erhöht werden.

#### Staffelphase
In der Staffelphase werden alle Staffeln aktiviert, die in der Schiffsphase noch nicht aktiviert wurden. Dazu aktivieren die Spieler abwechseln jeweils 2 eigene Staffeln bis alle Staffeln aktiviert wurden.

#### Statusphase
In der Statusphase werden erschöpfte Marker und Aufwertungen wieder spielbereit gemacht. Danach beginnt eine neue Spielrunde.

### Spielende
Das Spielende tritt ein, wenn alle Schiffe einer Seite zerstört oder 6 Runden gespielt wurden. Haben am Spielende beide Spieler noch Schiffe, bestimmen die Siegpunkte über Gewinner und Verlierer des Spiels. Als Siegpunkte zählt der Punktwert aller zerstörten Schiffe und Staffeln des Mitspielers inklusive eventuell ausgerüsteter Aufwertungskarten. Zusätzlich erhält ein Spieler es Siegpunkte für Siegpunktmarker gemäß dem Einsatzziel.

## Veröffentlichungen

### Erweiterungswellen
Bei Star Wars: Armada erschienen Erweiterungen mit neuen Raumschiffen in Wellen. Das heißt zu einem Datum wurde mehrere neue Miniaturen von Raumschiffen veröffentlicht, die man separat kaufen konnte.
| Welle | Originaltitel                                                        | Deutscher Titel                                                                 | Fraktion                                | Veröffentlicht |
| ----- | -------------------------------------------------------------------- | ------------------------------------------------------------------------------- | --------------------------------------- | -------------- |
|       | Star Wars: Armada Core Set                                           | Star Wars: Armada – Grundspiel                                                  | Rebellenallianz & Galaktisches Imperium | 26.03.2015     |
| 1     | Star Wars: Armada - Victory-class Star Destroyer Expansion Pack      | Armada - Sternenzerstörer der Sieges-Klasse Erweiterungspack                    | Galaktisches Imperium                   | 15.05.2015     |
| 1     | Star Wars: Armada - CR90 Corellian Corvette Expansion Pack           | Armada - CR90-Corellianische Korvette Erweiterungspack                          | Rebellenallianz                         | 15.05.2015     |
| 1     | Star Wars: Armada - Nebulon-B Frigate Expansion Pack                 | Armada - Nebulon-B-Fregatte Erweiterungspack                                    | Rebellenallianz                         | 15.05.2015     |
| 1     | Star Wars: Armada - Assault Frigate Mark II Expansion Pack           | Armada - Angriffsfregatte Mk. II Erweiterungspack                               | Rebellenallianz                         | 15.05.2015     |
| 1     | Star Wars: Armada - Gladiator-class Star Destroyer Expansion Pack    | Armada - Sternenzerstörer der Gladiator-Klasse Erweiterungspack                 | Galaktisches Imperium                   | 15.05.2015     |
| 1     | Star Wars: Armada - Rebel Fighter Squadrons Expansion Pack           | Armada - Sternenjägerstaffeln der Rebellenallianz Erweiterungspack              | Rebellenallianz                         | 15.05.2015     |
| 1     | Star Wars: Armada - Imperial Fighter Squadrons Expansion Pack        | Sternenjägerstaffeln des Imperiums Erweiterungspack                             | Galaktisches Imperium                   | 15.05.2015     |
| 2     | Star Wars: Armada - Imperial-class Star Destroyer Expansion Pack     | Sternenzerstörer der Imperium-Klasse Erweiterungspack                           | Galaktisches Imperium                   | 26.11.2015     |
| 2     | Star Wars: Armada - MC30c Frigate Expansion Pack                     | Star Wars: Armada - MC30c-Fregatte Erweiterungspack                             | Rebellenallianz                         | 26.11.2015     |
| 2     | Star Wars: Armada - Home One Expansion Pack                          | Star Wars: Armada - Heimat Eins Erweiterungspack                                | Rebellenallianz                         | 26.11.2015     |
| 2     | Star Wars: Armada - Rogues and Villains Expansion Pack               | Star Wars: Armada - Schurken und Verbrecher Erweiterungspack                    | Rebellenallianz & Galaktisches Imperium | 26.11.2015     |
| 2     | Star Wars: Armada - Imperial Raider Expansion Pack                   | Star Wars: Armada - Imperiale Sturm-Korvette Erweiterungspack                   | Galaktisches Imperium                   | 26.11.2015     |
| 3     | Star Wars: Armada - Imperial Assault Carriers Expansion Pack         | Star Wars: Armada - Imperialer Angriffsträger Erweiterungspack                  | Galaktisches Imperium                   | 11.08.2016     |
| 3     | Star Wars: Armada - Rebel Transports Expansion Pack                  | Star Wars: Armada - Rebellentransporter Erweiterungspack                        | Rebellenallianz                         | 11.08.2016     |
| 4     | Star Wars: Armada - Interdictor Expansion Pack                       | Star Wars: Armada - Interdictor Erweiterungspack                                | Galaktisches Imperium                   | 05.08.2016     |
| 4     | Star Wars: Armada - Liberty Expansion Pack                           | Star Wars: Armada - Liberty Erweiterungspack                                    | Rebellenallianz                         | 05.08.2016     |
| 5     | Star Wars: Armada - Phoenix Home Expansion Pack                      | Star Wars: Armada - Phönixnest Erweiterungspack                                 | Rebellenallianz                         | 22.12.2016     |
| 5     | Star Wars: Armada - Imperial Light Cruiser Expansion Pack            | Star Wars: Armada - Leichter Imperialer Kreuzer Erweiterungspack                | Galaktisches Imperium                   | 22.12.2016     |
| 5     | Star Wars: Armada - Rebel Fighter Squadrons II Expansion Pack        | Star Wars: Armada • Sternenjägerstaffeln der Rebellenallianz 2 Erweiterungspack | Rebellenallianz                         | 22.12.2016     |
| 5     | Star Wars: Armada - Imperial Fighter Squadrons II Expansion Pack     | Star Wars: Armada • Sternenjägerstaffeln des Imperiums 2 Erweiterungspack       | Galaktisches Imperium                   | 22.12.2016     |
|       | Star Wars: Armada - The Corellian Conflict - Epic Campaign Expansion | Star Wars: Armada • Konflikt um Corellia Kampagnen-Erweiterung                  | Rebellenallianz & Galaktisches Imperium | 22.12.2016     |
| 6     | Star Wars: Armada - Imperial Light Carrier Expansion Pack            | Star Wars: Armada - Imperialer Leichter Träger Erweiterungspack                 | Galaktisches Imperium                   | 06.07.2017     |
| 6     | Star Wars: Armada - Hammerhead Corvettes Expansion Pack              | Star Wars: Armada - Hammerhai Korvetten Erweiterungspack                        | Rebellenallianz                         | 06.07.2017     |
| 7     | Star Wars: Armada - Chimaera Expansion Pack                          |                                                                                 | Galaktisches Imperium                   | 01.02.2018     |
| 7     | Star Wars: Armada - Profundity Expansion Pack                        |                                                                                 | Rebellenallianz                         | 01.02.2018     |
| 7     | Star Wars: Armada - Super Star Destroyer Expansion Pack              | Star Wars: Armada - Super Sternenzerstörer Erweiterungspack                     | Galaktisches Imperium                   | 02.08.2019     |
|       | Star Wars: Armada - Rebellion in the Rim - Campaign Expansion        | Star Wars: Armada - Rebellion im Outer Rim Kampagnen-Erweiterung                | Rebellenallianz & Galaktisches Imperium | 11.09.2019     |
| 8     | Star Wars: Armada - Nadiri Starhawk Expansion Pack                   | Star Wars: Armada - Nadiri-Starhawk Erweiterungspack                            | Rebellenallianz                         | 31.01.2020     |
| 8     | Star Wars: Armada - Onager-class Star Destroyer Expansion Pack       | Star Wars: Armada - Sternenzerstörer der Onager-Klasse Erweiterungspack         | Galaktisches Imperium                   | 31.01.2020     |
| 9     | Star Wars: Armada - Galactic Republic Fleet Starter                  | Star Wars: Armada - Galaktische Republik Flotten-Starter                        | Galaktische Republik                    | 04.12.2020     |
| 9     | Star Wars: Armada - Separatist Alliance Fleet Starter                | Star Wars: Armada - Separatistenallianz Flotten-Starter                         | Separatisten-Allianz                    | 04.12.2020     |
| 9     | Star Wars: Armada - Republic Fighter Squadrons Expansion Pack        | Star Wars: Armada - Sternenjägerstaffeln der Republik Erweiterungspack          | Galaktische Republik                    | 04.12.2020     |
| 9     | Star Wars: Armada - Separatist Fighter Squadrons Expansion Pack      | Star Wars: Armada - Sternenjägerstaffeln der Separatisten Erweiterungspack      | Separatisten-Allianz                    | 04.12.2020     |
| 10    | Star Wars: Armada - Pelta-class Frigate Expansion Pack               | Star Wars Armada Fregatte der Pelta-Klasse Erweiterungspack                     | Galaktische Republik                    | 28.05.2021     |
| 10    | Star Wars: Armada - Venator-class Star Destroyer Expansion Pack      |                                                                                 | Galaktische Republik                    | 28.05.2021     |
| 10    | Star Wars: Armada - Invisible Hand Expansion Pack                    | Star Wars: Armada - Invisible Hand Erweiterungspack                             | Separatisten-Allianz                    | 28.05.2021     |
| 10    | Star Wars: Armada - Recusant-class Destroyer Expansion Pack          | Star Wars: Armada - Zerstörer der Recusant-Klasse Erweiterungspack              | Separatisten-Allianz                    | 28.05.2021     |

### Spielzubehör
Das folgende Spielzubehör wurde separat herausgegeben:
- Star Wars: Armada Dice Pack
- Star Wars: Armada Maneuver Tool